# Alcaracejos
Alcaracejos là một đô thị ở tỉnh Córdoba, Tây Ban Nha. Theo điều tra dân số năm 2006 của Viện thống kê quốc gia Tây Ban Nha (INE), đô thị này có 1485 dân.
Dân số biến động như sau:
| Năm  | Dân số | Mật độ |
| 1996 | 1.478  | 8,35   |
| 1998 | 1.474  | 8,32   |
| 1999 | 1.474  | 8,32   |
| 2000 | 1.469  | 8,29   |
| 2001 | 1.430  | 8,07   |
| 2002 | 1.423  | 8,03   |
| 2003 | 1.428  | 8,06   |
| 2004 | 1.446  | 8,16   |
| 2005 | 1.472  | 8,31   |
| 2006 | 1.485  | 8,39   |